# Roberta Minet
Roberta Minet (Monza, 15 maggio 1976) è una karateka italiana. Fa parte del Gruppo Sportivo Forestale.

## Carriera
Residente a Gandosso in provincia di Bergamo, inizia la pratica del karate fin da piccola, tanto che già nel 1991 ottiene il suo primo titolo italiano, categoria cadetti.
Dal 2000 è arruolata come agente nel Corpo Forestale dello Stato.
È la karateka italiana con il maggior numero di titoli nazionali ottenuti: al termine del 2011 ne conta in tutto 30 (2 nella categoria “cadetti”, 2 tra le “speranze”, 2 studenteschi, 3 juniores, 1 senior, 8 a squadre e 12 individuali).
In ambito internazionale vanta sette medaglie ai campionati mondiali (due medaglie d'oro, entrambe nella categoria juniores, una medaglia d'argento e quattro di bronzo), quattordici ai campionati europei (tre d'oro, sette d'argento e quattro di bronzo) ed una coppa del mondo.

## Palmarès
- 1991

Campionato lombardo “cadetti” - cat. kumite >55 kg
Campionato italiano “cadetti” - cat. kumite >55 kg
Campionato lombardo “speranze” - cat. kumite >55 kg
- 1992

Campionato italiano “cadetti” - cat. kumite >55 kg
Campionato italiano “speranze” - cat. kumite >60 kg
Campionato lombardo “speranze” - cat. kumite >60 kg
Campionato italiano studentesco - cat. kumite >60 kg
- 1993

Campionato lombardo “juniores” - cat. kumite >60 kg
- 1994

Campionato lombardo “juniores” - cat. kumite >60 kg
Campionato italiano “juniores” - cat. kumite >60 kg
Campionato italiano “speranze” - cat. kumite >60 kg
Campionato italiano studentesco - cat. kumite >60 kg
- 1994

Campionato italiano - cat. kumite >60 kg
Campionato italiano “juniores” - cat. kumite >60 kg
Coppa Malatesti - cat. kumite >60 kg
Trofeo Borgo al Conio - cat. kumite >60 kg
Trofeo Borgo al Conio - cat. kumite a squadre
Coppa del Mediterraneo - cat. kumite >60 kg
Trofeo Chimera - cat. kumite >60 kg
- 1995

Campionato italiano - cat. kumite >60 kg
Campionato italiano “juniores” - cat. kumite >60 kg
- 1996

Campionato europeo - cat. kumite a squadre
Campionato mondiale “juniores” - cat. kumite Open
Campionato mondiale “juniores” - cat. kumite a squadre
Campionato italiano - cat. kumite >60 kg
Campionato italiano “juniores” - cat. kumite >60 kg
International Christmas karate cup - cat. kumite >60 kg
International Christmas karate cup - cat. kumite Open
International Christmas karate cup - cat. kumite a squadre
Coppa internazionale Città di Firenze - cat. kumite a squadre
- 1997

Campionato europeo - cat. kumite Open
Campionato italiano - cat. kumite <65 kg
Bosphoro Cup - cat. kumite a squadre
Trofeo internazionale Essonne - cat. kumite a squadre
Trofeo comune di Credaro - cat. kumite a squadre
- 1998

Campionato europeo - cat. kumite Open
Campionato italiano - cat. kumite <65 kg
Torneo internazionale di Zagabria - cat. kumite a squadre
Trofeo Top Stars - cat. kumite >60 kg
Bosphoro Cup - cat. kumite <65 kg
Bosphoro Cup - cat. kumite a squadre
Bosphoro Cup - cat. kumite Open
Trofeo Fujiyama - cat. kumite >60 kg
- 1999

Coppa Shotokan - cat. kumite Open
Coppa Shotokan - cat. kumite a squadre
Venice Cup - cat. kumite <65 kg
Open d'Olanda - cat. kumite >60 kg
Trofeo Fujiyama - cat. kumite <65 kg
Viadana- cat. kumite >60 kg
Canegrate- cat. kumite >60 kg
Canegrate - cat. kumite a squadre
- 2000

Campionato italiano - cat. kumite <65 kg
Coppa Shotokan - cat. kumite <65 kg
Coppa Shotokan - cat. kumite a squadre
Gran Prix del Levante - cat. kumite >60 kg
Gran Prix del Levante - cat. kumite a squadre
Open karate Lignano- cat. kumite >60 kg
Trofeo Val Sabbia- cat. kumite >60 kg
Open di Cologno- cat. kumite >60 kg
- 2001

Campionato italiano - cat. kumite <65 kg
Campionato italiano - cat. kumite a squadre sociali
Trofeo internazionale di Grado - cat. kumite <65 kg
Open d'Italia - cat. kumite >60 kg
Trofeo Fujiyama - cat. kumite >60 kg
Trofeo Fujiyama - cat. kumite a squadre
Open di Cologno - cat. kumite >60 kg
- 2002

Campionato italiano - cat. kumite <65 kg
Campionato italiano - cat. kumite a squadre sociali
Coppa Shotokan - cat. kumite a squadre
Trofeo N. Trezzi - cat. kumite >60 kg
- 2003

Campionato italiano - cat. kumite <65 kg
Campionato italiano - cat. kumite a squadre sociali
Coppa Shotokan - cat. kumite a squadre
Coppa Shotokan - cat. kumite femminile
- 2004

Campionato italiano - cat. kumite <65 kg
- 2005

Campionato italiano - cat. kumite <65 kg
Campionato italiano - cat. kumite a squadre sociali
Bosphoro Cup - cat. kumite >60 kg
- 2006

Campionato italiano - cat. kumite <65 kg
Campionato del Mediterraneo - cat. kumite a squadre
Campionato del Mediterraneo - cat. kumite <65 kg
International Open di Grado - cat. kumite >60 kg
- 2007

Campionato italiano - cat. kumite a squadre sociali
- 2008

Campionato italiano - cat. kumite <65 kg
Campionato italiano - cat. kumite a squadre sociali
Campionato del Mediterraneo - cat. kumite a squadre
International Open di Grado - cat. kumite >60 kg
- 2009

Campionato italiano - cat. kumite 68 kg
Campionato italiano - cat. kumite a squadre sociali
- 2011

Campionato italiano - cat. kumite a squadre sociali
Lignano european master games - cat. kumite 68 kg
Coppa Lago di Garda - cat. kumite 68 kg

### Altri successi
- 1995

3º posto al campionato europeo - cat. kumite a squadre
- 1996

2º posto al campionato mondiale - cat. kumite a squadre
3º posto al campionato europeo - cat. kumite Open
2º posto al campionato mondiale universitario - cat. kumite a squadre
3º posto al campionato mondiale universitario - cat. kumite >60 kg
3º posto al campionato mondiale universitario - cat. kumite Open
3º posto al campionato europeo - cat. kumite Open
3º posto al campionato europeo - cat. kumite >60 kg
- 1997

3º posto alla World cup - cat. kumite Open
3º posto ai Giochi del Mediterraneo - cat. kumite Open
3º posto ai Giochi del Mediterraneo - cat. kumite <65 kg
2º posto al campionato europeo - cat. kumite a squadre
2º posto al campionato europeo - cat. kumite >60 kg
- 1998

2º posto al campionato europeo - cat. kumite a squadre
3º posto al campionato europeo - cat. kumite >60 kg
3º posto al campionato mondiale universitario - cat. kumite a squadre
3º posto al campionato mondiale universitario - cat. kumite Open
- 2000

3º posto al campionato mondiale - cat. kumite Open
3º posto al campionato mondiale universitario - cat. kumite >60 kg
- 2001

3º posto ai Giochi del Mediterraneo - cat. kumite <65 kg
- 2002

3º posto al campionato mondiale - cat. kumite Open
2º posto al campionato europeo - cat. kumite Open
- 2003

3º posto al campionato europeo - cat. kumite Open
- 2004

2º posto al campionato europeo - cat. kumite a squadre
- 2008

3º posto al campionato mondiale - cat. kumite a squadre
2º posto al campionato europeo - cat. kumite a squadre
- 2010

2º posto al campionato europeo - cat. kumite a squadre